# Río Trevélez

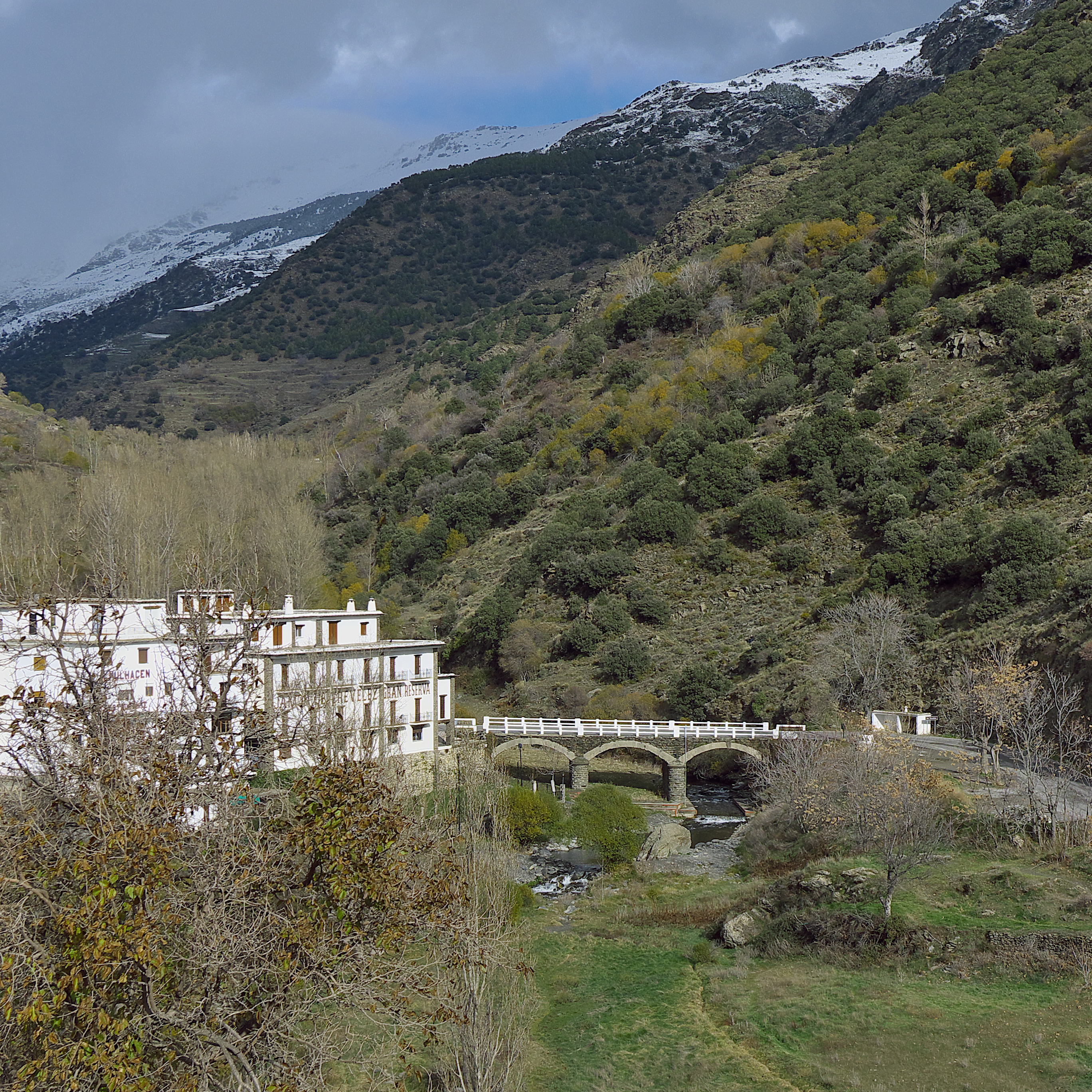
Río Trevélez

Der nach einem Ort benannte Río Trevélez ist ein ca. 33 km langer Bergfluss in der andalusischen Provinz Granada.

## Verlauf
Der Río Trevélez bildet sich aus zahlreichen Bergbächen in den Ostabhängen des zentralen Teils der Sierra Nevada auf dem Gemeindegebiet des ca. 1480 m hoch gelegenen Ortes Trevélez und fließt zunächst in südlicher, später dann in westlicher und südwestlicher Richtung. Er mündet in den Río Guadalfeo.

## Nebenflüsse
In den Río Trevélez münden zahlreiche Bergbäche (ramblas oder barrancos), die jedoch meist nur nach stärkeren oder langanhaltenden Regenfällen Wasser führen. Größter Nebenfluss ist der nur etwa 17 km lange, aus Nordosten kommende Río Poqueira.

## Stauseen
Der Río Trevélez wird nicht gestaut.

## Orte
Mit Ausnahme von Trevélez gibt es am Fluss weder Städte noch Ortschaften. Der ca. 200 m höher gelegene Ort Busquístar ist etwa 2 km von der Talsohle entfernt.